# أندريا يورغنز
أندريا يورغنز (بالألمانية: Andrea Jürgens )‏ (و. 1967 – 2017 م) هي مغنية ألمانية، بدأت مشوارها المهني سنة 1977، توفيت في ركلنهاوزن، عن عمر يناهز 50 عاماً، بسبب قصور كلوي حاد.

## وصلات خارجية
- أندريا يورغنز على موقع IMDb (الإنجليزية)
- أندريا يورغنز على موقع ميوزك برينز (الإنجليزية)
- أندريا يورغنز على موقع ديسكوغز (الإنجليزية)
- أندريا يورغنز في قاعدة بيانات الأفلام على الإنترنت